# Albert Vanbuel
Albert Vanbuel, né le 5 décembre 1940 à Zolder (Belgique) est un prêtre salésien belge, évêque du diocèse de Kaga-Bandoro, en République centrafricaine de 2005 à 2015.

## Éléments de biographie
Albert Vanbuel, né le 5 décembre 1940 à Zolder (Belgique), fait ses études au Collège Don Bosco à Hechtel et entre au noviciat salésien en 1958. Il fait ses vœux perpétuels comme religieux salésien le D, et est ordonné prêtre le 21 septembre 1967. 
Après avoir occupé divers postes de gouvernement dans la congrégation salésienne en Belgique et avoir œuvré quelque temps comme curé et aumônier de la jeunesse, il part comme missionnaire en République centrafricaine en 1994. 
Le 16 juillet 2005, le pape Benoît XVI le nomme évêque de Kaga-Bandoro, diocèse suffragant de Bangui, en République centrafricaine. Deux mois plus tard, le 28 septembre, il est ordonné évêque par Xavier Yombandje (en).
Le 9 juin 2011, en tant que président de la Commission épiscopale pour la justice et la paix, il lance un appel alarmant à la communauté internationale « pour qu'elle apporte le soutien logistique et matériel nécessaire à la lutte contre l'insécurité croissante dans le pays ». 
Le 27 septembre 2015 Albert Vanbuel remet sa démission au pape François, ayant atteint la limite d’âge des 75 ans. Il est immédiatement remplacé par Tadeusz Kusy (en), franciscain polonais, qui était son coadjuteur depuis un an.